# Corralito
Corralito (deutsch: Ställchen; vom argentinischen Spanischen corralito ‚Laufstall‘) ist die umgangssprachliche Bezeichnung für ein argentinisches System zur Beschränkung des Bargeldumlaufs, das 2001 in der Argentinien-Krise von der Regierung Fernando de la Rúa eingeführt wurde.
Im Dezember 2001 mehrten sich nach mehreren pessimistischen Stimmen über die wirtschaftliche Situation des Landes die Anzeichen für eine massive Kapitalflucht aus dem argentinischen Bankensystem. Als letzte Notlösung führte Wirtschaftsminister Domingo Cavallo eine Bargeldbeschränkung ein: Nur noch 250 Pesos Bargeld pro Woche durften die Kontoinhaber je Konto abheben. Das System sollte die Argentinier zum bargeldlosen Zahlen anregen und vor allem massive US-Dollar-Käufe unterbinden. Es konnte jedoch die Abwertung Anfang 2002 nicht verhindern und führte zu diversen Panikreaktionen.
Der Corralito blieb in seiner ursprünglichen Form bis Anfang 2002 bestehen, dann wurde es unter der neuen Regierung unter Eduardo Duhalde in den sogenannten Corralón (deutsch: großer Stall) umgewandelt. Die Beschränkung des Abhebens von Bargeld wurde in diesem neuen Gesetz schrittweise gelockert, dafür wurden jedoch alle Konten oberhalb einer Grenze von 10.000 Pesos eingefroren und sollten je nach Höhe des Kontos zu einem späteren Zeitraum zwischen März 2002 und Ende 2010 zurückgegeben werden. Der Corralón hatte gravierende Auswirkungen auf den Verkauf von langlebigen und hochpreisigen Konsumgütern wie Autos sowie auf den argentinischen Immobilienmarkt.
Im Jahr 2003 wurde auch der Corralón schrittweise wieder aufgelöst. Dies wurde ermöglicht durch die sogenannte Pesificación (2002–2003), der Umwandlung aller auf Dollar lautende Konten in argentinische Peso, durch die das Bankensystem Argentiniens entlastet wurde.